# 野登・白川地区自主運行バス
野登・白川地区自主運行バス（ののぼり・しらかわちくじしゅうんこうバス）は、三重県亀山市のコミュニティバスである。三重交通と亀山交通に委託して運行されている。

## 概要
亀山駅前から市内山間部へ向かって運行する自主運行バスであり、「野登ルート」と「白川ルート」の2経路を運行している。

## 運賃
- 高校生以上
  - 200円

- 小学生・中学生・65歳以上または亀山市乗合タクシー登録者
  - 100円

- 小学生未満、障がい者およびその介護者
  - 無料

備考
- 定期券・回数券の販売も行っている[2]。
- 野登ルートは一部を除き、交通系ICカードで乗車することができる[2]。

## 路線
下記の2路線を運行しているが、日曜・祝日と正月三が日（1月1日 - 1月3日）はすべて運休する。

### 野登ルート
- 亀山駅前 - 市役所前 - 亀田 - （みずほ台口 - ）辺法寺 - 平尾 - 両尾 - （坂本棚田 - ）池山 - 池山西（ - 仙ヶ岳登山口 - 石水渓）

備考
- マイクロバス（三重交通）で運行するが、池山西始発の夜1便はジャンボタクシー（亀山交通）の運行に変わる。
- ［池山西 - 石水渓］間の延長運行は1日1往復のみ（※運行期間：4月1日 - 9月30日）。
- みずほ台口と坂本棚田を経由しない便が混在する。
- 「野登」は地区の名称であるが、同名の停留所はない。

### 白川ルート
- 亀山駅前 - 市役所前 - 亀田 - 白川郵便局 - 白川小学校 - 小川（ ← 坂本棚田 ← 池山 ← 池山西）

備考
- ジャンボタクシー（亀山交通）で運行。
- 池山西始発は朝1便のみ運行。

## 車両
三重交通
- 日野・リエッセ  - ※マイクロバスで運行。専属車がないため、前面に「野登・白川地区自主運行バス」という幕を掲げて運行する。

亀山交通
- トヨタ・ハイエース  - ※ジャンボタクシーで運行。交通系ICカードで乗車することはできない（先述）。